# Theodor Billroth
Christian Albert Theodor Billroth, född 26 april 1829 i Bergen i dåvarande kungariket Preussen, död 6 februari 1894 i Abbazia i dåvarande Österrike-Ungern, var en tysk kirurg och amatörmusiker.
Prästsonen Billroth gick skola i Greifswald, började sina studier vid Greifswalds universitet och blev 1852 medicine doktor i Berlin. Han blev kirurgie professor i Zürich 1860 samt kallades 1867 till kirurgie professor i Wien. Han var en av sin tids främsta kirurger, skarpsinnig fysiolog och framstående statistiker. 
Han insåg nödvändigheten av att med den kliniska forskningen kombinera den patologisk-anatomiska och fysiologiska. För att sålunda erhålla en fast grundval för den praktiska utövningen av kirurgin, utförde han själv betydelsefulla experimentella undersökningar bl.a. över sårsjukdomarna (Beobachtungsstudien ueber Wundfieber und accidentelle Wundkrankheiten, 1862).
Inom den praktiska kirurgin vann han berömmelse framförallt genom sina inlägg rörande bukkirurgin. Han gav bland annat sitt namn åt Billroth I och II, två partiella gastrektomier, förr använda för behandling av ulcus. Genom sina Vorlesungen über die allgemeine chirurgische Pathologie und Terapie (1863, en mängd upplagor samt översättningar på många språk) sträckte han sin lärarverksamhet vida utöver den i och för sig talrika krets av lärjungar, som samlades kring hans lärostol. 
Bland hans skrifter kan vidare nämnas Chirurgische Klinik (1869–79). Tillsammans med Franz von Pitha redigerade han "Handbuch der allgemeinen und speziellen Chirurgie" (fyra band, 1865–86). Efter hans död utgavs samlade hans Briefe (sjätte upplagan 1902). Han var vän med Johannes Brahms och skrev även själv bland annat vokal musik.
Billroth invaldes 1883 som utländsk ledamot av Kungliga Vetenskapsakademien.